# Lucas etc.
Lucas etc. és una sèrie de televisió belga que consta de dues temporades de 52 episodis de 7 minuts, dirigida per Lionel Delhaye, Jerome Dernovoi i Benjamin Torrini. Aquest últim també va escriure'n el guió amb Xavier Vairé. S'ha doblat pel canal Super3.
La primera temporada es va emetre a Auvio, el servei de transmissió en línia d'RTBF, del 30 d'octubre al 30 de novembre de 2017, poc abans de l'emissió al canal Ouftivi l'1 de gener de 2018. La segona temporada es va estrenar el 17 de desembre de 2018 a la mateixa plataforma.

## Sinopsi
Aquesta sèrie belga explica les aventures d'en Lucas, de 12 anys, que arriba a la seva nova família mixta. Era fill únic, però ara en Lucas estarà envoltat de dues germanes i un germà.

## Producció
És produïda per Dylan Klasse i Christian Delhaye. Les productores són: Narrativ Nation, RTBF-OUFtivi, Screenbrussels i Ketnet.